# Victrix chloroxantha
Victrix chloroxantha är en fjärilsart som beskrevs av Charles Boursin 1957. Victrix chloroxantha ingår i släktet Victrix och familjen nattflyn. Inga underarter finns listade i Catalogue of Life.